# APOBEC2
APOBEC2 (англ. Apolipoprotein B mRNA editing enzyme catalytic subunit 2) – білок, який кодується однойменним геном, розташованим у людей на короткому плечі 6-ї хромосоми.  Довжина поліпептидного ланцюга білка становить 224 амінокислот, а молекулярна маса — 25 703.
| 10         |  | 20         |  | 30         |  | 40         |  | 50         |
| ---------- |  | ---------- |  | ---------- |  | ---------- |  | ---------- |
| MAQKEEAAVA |  | TEAASQNGED |  | LENLDDPEKL |  | KELIELPPFE |  | IVTGERLPAN |
| FFKFQFRNVE |  | YSSGRNKTFL |  | CYVVEAQGKG |  | GQVQASRGYL |  | EDEHAAAHAE |
| EAFFNTILPA |  | FDPALRYNVT |  | WYVSSSPCAA |  | CADRIIKTLS |  | KTKNLRLLIL |
| VGRLFMWEEP |  | EIQAALKKLK |  | EAGCKLRIMK |  | PQDFEYVWQN |  | FVEQEEGESK |
| AFQPWEDIQE |  | NFLYYEEKLA |  | DILK       |  |            |  |            |

A: Аланін

C: Цистеїн

D: Аспарагінова кислота

E: Глутамінова кислота

F: Фенілаланін

G: Гліцин

H: Гістидин

I: Ізолейцин

K: Лізин

L: Лейцин

M: Метіонін

N: Аспарагін

P: Пролін

Q: Глутамін

R: Аргінін

S: Серин

T: Треонін

V: Валін

W: Триптофан

Кодований геном білок за функцією належить до гідролаз. 
Задіяний у такому біологічному процесі як процесінг мРНК. 
Білок має сайт для зв'язування з іонами металів, іоном цинку. 